# Saxifraga jarmilae
Saxifraga jarmilae är en stenbräckeväxtart som beskrevs av J.J. Halda. Saxifraga jarmilae ingår i Bräckesläktet som ingår i familjen stenbräckeväxter. Inga underarter finns listade i Catalogue of Life.